# جورج جيبسون (لاعب كرة قاعدة)
جورج جيبسون (بالإنجليزية: George Gibson)‏ هو لاعب كرة قاعدة أمريكي، ولد في 22 يوليو 1880 في لندن في كندا، وتوفي بنفس المكان في 25 يناير 1967.

## وصلات خارجية
- جورج جيبسون على موقع دوري كرة القاعدة الرئيسي (الإنجليزية)
- جورج جيبسون على موقعبيزبول رفرنس.كوم (الدوري الرئيسي) (الإنجليزية)
- جورج جيبسون على موقعبيزبول رفرنس.كوم (الدوري الثانوي) (الإنجليزية)
- جورج جيبسون على موقع إي إس بي إن.كوم (أم.أل.بي) (الإنجليزية)
- جورج جيبسون على موقع مشجعي الرسوم البيانية (الإنجليزية)